# Origen
Origen é o quarto álbum de estúdio da cantora e atriz mexicana Dulce María, lançado em 22 de outubro de 2021, sendo o primeiro álbum de Dulce lançado de forma independente e também o primeiro onde todas as música foram compostas pela cantora.
O álbum foi produzido por Stefano Vieni e a sua gravação começou em maio de 2018, terminando em outubro do mesmo ano. Por diversos motivos teve o seu lançamento adiado em várias ocasiões, chegando nas plataformas digitais apenas no mês de outubro de 2021. A versão deluxe do álbum foi lançada em 9 de dezembro de 2022.

## Antecedentes
Em julho de 2017, após mais de 20 anos de contrato, a atriz e cantora Dulce María encerrou o seu contrato de exclusividade com a Televisa, e logo em seguida assina um contrato com a emissora Imagen Televisión para protagonizar uma produção original do canal.
Em 17 de julho de 2017, a Imagen Televisión anunciou o projeto ao qual Dulce foi contratada, se trata da novela Muy Padres, onde ela interpretaria a protagonista, chamada de Pamela. Dulce foi a encarregada de cantar a música de abertura da novela, intitulada "Borrón y Cuenta Nueva", além de ter sido uma das compositoras do tema. A canção foi lançada oficialmente nas plataformas digitais em 20 de outubro. Em novembro de 2017, Dulce foi reconhecida por seus 27 anos de carreira artística com o Premio Arlequín, um prêmio dado as personalidades mexicanas para promover, reconhecer e estimular as figuras de arte, cultura e mídia. Em dezembro do mesmo ano, voltou a se reencontrar com o seu antigo grupo musical, Jeans, fazendo uma participação especial na 90's Pop Tour, onde cantou uma canção diante 25 mil pessoas na Arena Ciudad de México e para mais de sete mil pessoas no Auditorio Telmex em Guadalajara. No mesmo mês foi informado pelo Twitter que ela foi a terceira celebridade mais mencionada no México através da rede social, sendo a única mulher entre os dez primeiros lugares.
Em 20 de abril de 2018, foi lançado o álbum de estúdio e álbum visual ao vivo intitulado de 90's Pop Tour, Vol. 2, gravado na Arena Ciudad de México, contendo a participação de Dulce com as Jeans cantando "Entre Azul y Buenas Noches", o disco atingiu os primeiros lugares no México e bateu recordes. Em 19 de agosto de 2019, Dulce foi confirmada como protagonista do filme mexicano de comédia Como Anillo al Dedo.
Em janeiro de 2020, Dulce começa a gravar a série Falsa identidad, o seu primeiro projeto pela emissora Telemundo. Devido a Pandemia de COVID-19, as gravações tiveram que ser interrompidas em março. Em 08 de junho de 2020, Dulce anunciou oficialmente em seu Instagram oficial que estava grávida pela primeira vez e a espera de sua primeira filha. Em julho de 2020, após mais de um mês suspensas, as gravações da série voltam, seguindo todos os protocolos sanitários de segurança da Organização Mundial da Saúde. Porém, como Dulce estava grávida e com muito medo do vírus, ela pede para sair da série e volta apenas para gravar as suas últimas cenas. Ela gravou todas as cenas sozinha em chroma key.

## Desenvolvimento
Em maio de 2018, Dulce começa o processo de gravação do Origen. Dulce queria que fosse o primeiro álbum dela em que ela fosse a compositora de todas as músicas e, para isso, ela resolveu resgatar e regravar músicas que ela compôs durante toda a sua carreira. Algumas já haviam sido lançadas, como "Más Tuya Que Mia" e a "Te Daria Todo", que fazem parte do catálogo de músicas do grupo pop musical mexicano RBD. Outra, como "¿Quién Serás?", já fazia parte do álbum Extranjera: Segunda Parte (2011), porém apenas em uma versão ao vivo. Dentre as 11 faixas, apenas a música que da o nome ao álbum foi composta exclusivamente para ele.
Antes de começar o processo de regravação, Dulce ainda não tinha certeza de qual seria o título do projeto musical, pois ela queria um nome que passasse a ideia de que era algo atemporal, com músicas de várias épocas e fases da cantora. Ela chegou a fazer uma enquete no Twitter pedindo ajuda dos fãs. Porém, em 25 de abril, ela anunciou oficialmente em uma publicação no Twitter que o título do disco seria Origen. Em 20 de agosto, Dulce postou em suas redes sociais um vídeo relembrando momentos marcantes desde o início de sua carreira e anunciando "Lo Que Ves No Es Lo Que Soy" como o primeiro single do seu próximo álbum e em 30 de agosto ela gravou o vídeo musical da canção.
A gravação do álbum se deu por completo em agosto de 2018. Em 5 de outubro do mesmo ano, Dulce fez a sua segunda apresentação no famoso Teatro Metropolitan na Cidade do México, sendo esse para apresentar o projeto Origen para os seus fãs.
Em 2021, Dulce falou sobre o desejo de fazer uma versão deluxe do álbum, com algumas outras músicas, uma versão balada de "Más Tuya Que Mia", e possivelmente algumas colaborações. Em 05 de novembro de 2021, após a notícia do acidente aéreo da cantora brasileira Marília Mendonça, Dulce fez uma transmissão ao vivo no seu perfil oficial no Instagram contando que estava muito abalada com o acidente aéreo de Mendonça, pois elas estavam em contato desde agosto do mesmo ano para a gravação de uma música juntas. Depois, foi revelado que a música era uma versão da faixa "Amigos Con Derechos", que mistura língua castelhana e a língua portuguesa. Porém, Mendonça gostou mais da versão em castelhano e ela seria lançada ainda esse ano, sendo o primeiro projeto internacional de Marília. Abalada com os acontecimentos, Dulce, porém, falou que agora não sabe se a música um dia vai sair ou não.

### Controvérsia
Em 20 de outubro de 2021, dias antes do lançamento do álbum, começou a circular uma grande polêmica devido a foto de capa oficial do disco, onde a artista aparece usando um cocar e pintura corporal na face. O que criando várias acusações para a artista de apropriação cultural dos indígenas do México, inclusive pelo público do Twitter. A artista no entanto afirmou oficialmente que a ideia por trás da escolha da identidade visual do álbum, trata-se de uma homenagem as populações indígenas. Também foi confirmado que Dulce doará uma parte dos rendimentos do álbum para comunidades indígenas.

## Singles
- "Lo Que Ves No Es Lo Que Soy" foi lançada como primeiro single oficial do disco em 6 de novembro de 2020. O vídeo musical da música já estava gravado desde 2018. A música foi composta originalmente para fazer parte do disco Sin Fronteras, mas acabou ficando de fora da edição final.[34]
- "Orígen" foi lançada como single single oficial do disco em 22 de outubro de 2021. Essa foi a única música composta especialmente para o disco.
- "La Que Un Día Te Amó" é o terceiro single do álbum, lançado em 29 de setembro de 2022 como parte da versão deluxe.

### Singlespromocionais
- "Más Tuya Que Mia" foi lançada como primeiro single promocional do álbum em 3 de abril de 2020, a canção foi originalmente gravada em 2009 por Dulce em uma versão balada como parte do álbum Para Olvidarte de Mí da banda RBD, na qual Dulce fez parte.[35]
- "Te Daría Todo" é o segundo single promocional do projeto, lançado em 17 de abril de 2020. A canção foi originalmente gravada pela cantora em 2008 em uma versão balada e lançada na edição especial do álbum Empezar Desde Cero da banda RBD.[36]
- "Tu y Yo" é o terceiro single promocional do álbum, lançado em 22 de maio de 2020.[37] A música foi composta originalmente para o EP Extranjera: Primera Parte, porém não era seu momento.
- "Nunca" é o quarto single promocional do álbum, lançado em 26 de fevereiro de 2021. A música foi composta originalmente para o EP Extranjera: Primera Parte, porém acabou ficando de fora da edição final, pois Dulce achava a música triste demais. A música se tornou #1 em nove países no iTunes.[38]
- "Amigos Con Derechos" foi lançado como quinto single promocional do álbum em 9 de julho de 2021. A música foi originalmente composta para fazer parte do álbum Sin Fronteras, porém acabou ficando fora da edição final do álbum.[39] Em 17 de Dezembro de 2021 Dulce lança a nova versão de "Amigos Con Derechos"[40] com a participação da cantora brasileira Marília Mendonça como homenagem após o falecimento da cantora que já havia deixado os seus vocais gravados para a futura parceria das cantoras. [41]
- "Dejáme Ser" foi incluída na versão deluxe e lançada como primeiro single promocional do relançamento em 5 de junho de 2022.[42] A canção originalmente fazia parte da trilha sonora da telenovela Verano de Amor que Dulce era protagonista, porém nunca havia sido lançada nas plataformas digitais.

## Lista de faixas
| Origen – Edição padrão |                               |                                            |                |         |  |
| N.º                    | Título                        | Compositor(es)                             | Produtor(es)   | Duração |  |
| 1.                     | "Origen (Radio Edit)"         | Dulce María Renne Camacho Rodrigo Montalvo | Stefano Vieni  | 3:32    |  |
| 2.                     | "Sin Ti"                      | María                                      | Vieni          | 3:36    |  |
| 3.                     | "Más Tuya Que Mía"            | María Felipe Díaz                          | Vieni          | 2:57    |  |
| 4.                     | "Nunca"                       | María Baltazar Hinojosa                    | Vieni          | 3:48    |  |
| 5.                     | "Tiempo Extra"                | María                                      | Vieni          | 3:30    |  |
| 6.                     | "Cupido Criminal"             | María                                      | Vieni          | 2:26    |  |
| 7.                     | "Lo Que Ves No Es Lo Que Soy" | María Diego Ortega Renée Suárez            | Vieni          | 3:15    |  |
| 8.                     | "Te Daría Todo"               | María Gonzalo Schroeder                    | Vieni          | 3:28    |  |
| 9.                     | "Tú Y Yo"                     | María                                      | Vieni          | 3:16    |  |
| 10.                    | "¿Quién Serás?"               | María                                      | Vieni          | 3:08    |  |
| 11.                    | "Amigos Con Derechos"         | María Marcela De La Garza                  | Vieni          | 3:40    |  |
| 12.                    | "Origen (Versión Larga)"      | María Camacho Montalvo                     | Vieni          | 5:12    |  |
| Duração total:         | Duração total:                | Duração total:                             | Duração total: | 41:55   |  |

| Origen – Faixas bônus da edição deluxe |                                          |                          |                |          |  |
| N.º                                    | Título                                   | Compositor(es)           | Produtor(es)   | Duração  |  |
| 13.                                    | "La Que Un Día Te Amó"                   | María Juan Carlos Moguel | María Moguel   | 3:28     |  |
| 14.                                    | "Déjame Ser"                             | María Carlos Lara        | Montalvo       | 3:47     |  |
| 15.                                    | "Lejos"                                  | María                    | Vieni          | 3:37     |  |
| 16.                                    | "Me Fui (Versión Origen)"                | María Mariano Castrejón  | Castrejón      | 3:48     |  |
| 17.                                    | "Más Tuya Que Mía (Versión Acústica)"    | María Felipe Díaz        | Vieni          | 3:41     |  |
| 18.                                    | "Intento de Amor"                        | María Moguel             | Moguel         | 3:46     |  |
| 19.                                    | "Pequeña" (participação de Paco Álvarez) | María Álvarez            | Gabo Glez      | 5:05     |  |
| Duração total:                         | Duração total:                           | Duração total:           | Duração total: | 01:09:02 |  |

## Histórico de lançamento
| País  | Data                  | Formato                     | Versão | Gravadora    |
| ----- | --------------------- | --------------------------- | ------ | ------------ |
| Mundo | 22 de outubro de 2021 | Descarga digital, streaming | Padrão | Independente |
| Mundo | 8 de dezembro de 2022 | Descarga digital, streaming | Deluxe | Independente |